# آلتیچیرو
آلتیچیرو دا ورونا (ایتالیایی: Altichiero; ۱ ژانویهٔ ۱۳۳۰ – ۱ ژانویهٔ ۱۳۹۰)، نقاش ایتالیایی در سبک گوتیک بود.